# Jeceaba
Jeceaba es un municipio brasileño del estado de Minas Gerais. Su población estimada en 2018 es de 4 973 habitantes, según el Instituto Brasileño de Geografía y Estadística (IBGE).

## Historia
Sus primeros habitantes eran ferroviarios de diversos orígenes (portugueses, españoles e italianos), que permanecieron tras finalizar las obras del ramal ferroviario de Paraopeba del Ferrocarril Central de Brasil, que conectó el actual municipio con Conselheiro Lafaiete y posteriormente, Belo Horizonte. Tras ello se inició un período de mayor desarrollo, llegando incluso a contar con más comercios que el municipio de Entre Rios de Minas, al que pertenecía. En 1938 se creó el distrito de Camapuã, subordinado al municipio de Entre Rios. En 1943 fue renombrado Jeceaba, nombre indígena que significa «entre montañas», y en 1953 obtuvo su autonomía como municipio.

## Clima
Según la clasificación climática de Köppen, el municipio se encuentra en el clima templado húmedo Cwb.

## Economía
Jeceaba posee uno de los mayores distritos industriales de Minas Gerais y recibe muchas inversiones debido a su importante participación en la siderurgia, pues alberga usina siderúrgica y fábrica de tubos de acero sin fisuras, con destaque para las instalaciones industriales de Vallourec & Sumitomo Tubos do Brasil. La industria es el segundo mayor empleador de la ciudad después del ayuntamiento, y rinde cerca del 70 % de la renta municipal. Debido a la recesión económica iniciada en 2014, el complejo tuvo que reducir sus actividades en 2015, no operando en su capacidad máxima.